# 谢尔盖·瓦维洛夫
谢尔盖·伊万诺维奇·瓦维洛夫（俄语：Сергей Иванович Вавилов，1891年3月34日—1951年1月25日），苏联物理学家。苏联科学院院长，苏联最高苏维埃代表，全苏政治与科学知识普及协会主席。

## 生平
1891年生于莫斯科一商人家庭。1909年开始在莫斯科帝国大学物理与数学系学习，1914年毕业。同年抵抗教育大臣的政策，未留校任教。7月自愿参军，奔赴第一次世界大战战场。十月革命后，在技术学院任教。1926年被派往德国柏林大学物理研究所，从事科研工作。
1929年，开始担任莫斯科国立大学物理学教授。1932年3月当选苏联科学院院士。同年起任苏联科学院物理研究所所长，兼任国家光学研究所所长。1941年苏德战争爆发后，被疏散至喀山，致力于国防光学工具的研究与生产。
1945年7月当选苏联科学院院长。1946年当选苏联最高苏维埃代表。1947年7月在莫斯科全苏政治与科学知识普及协会成立大会上，当选为首任主席。1949年10月4日，在北京研究院物理研究所举行的“中国物理学会”第83次会议上被推举为该会名誉会员。
1949年开始担任《苏联大百科全书》第三版主编。1951年1月25日在莫斯科去世。安葬于新圣女公墓。1952年3月，他的两部著作《光的显微结构》和《眼睛和太阳》被追赠斯大林奖金一等奖。

## 研究
瓦维洛夫和他的学派首创地研究了微光现象，确定了它的基本规律。他还与学生发现了瓦维洛夫—契连科夫效应，该理论揭示了在一定介质中以超光速运动的电子辐射的实质，为超光速光学奠定了基础。

## 纪念

纪念像

他的兄长尼古拉·伊万诺维奇·瓦维洛夫是著名的生物学和遗传学家。为了纪念两人的功绩，小行星2862以“瓦维洛夫”命名。月球背面的“瓦维洛夫环形山”也是如此。 

## 关联人物
- 兄长：尼古拉·伊万诺维奇·瓦维洛夫
- 儿子：维克托·谢尔盖耶维奇·瓦维洛夫

## 中文译本
- 瓦维洛夫. . 由曹葆翻译. 人民出版社. 1951年4月.
- 瓦维洛夫. . 中国科学院. 1954年.
- 瓦维洛夫. . 科学出版社. 1956年.